# La reina jove
La reina jove és un drama romàntic en quatre actes original d'Àngel Guimerà, estrenat al Teatre Principal de Barcelona la vetlla del 15 d'abril de 1911 i protagonitzat per Margarida Xirgu. La direcció de l'obra va anar a càrrec d'Enric Giménez, encarregat també del disseny de vestuari - alguns figurins del qual es poden consultar a la col·lecció del Museu de les Arts Escèniques de Barcelona. Els decorats foren a càrrec dels escenògrafs Maurici Vilomara, Salvador Alarma i Miquel Moragas.
La traducció al castellà la va fer Rafael Marquina, publicada un any després (1912). Altres traduccions són les d'Oriol Martí (francès), Rossellini (italià), Francesc Ros (anglès) i Slaby (txec).

## Repartiment de l'estrena
- Reina Alèxia: Margarida Xirgu.[2]
- Duquessa de Fondaina: Maria Morera.
- Marquesa d'Ibis: Carolina Soto.
- Baronessa de Bergamota: Carme Vendrell.
- Marquesa de Tirnova: Carme Roldan.
- Comtessa de Rosamaia: Rosa Prunell.[3]
- Duquessa de Trianar: Emília Matas.
- Roland: Alexandre Nolla.
- Gran Duc Esteve: Enric Guitart.
- Gran Duc Vladimir: Carles Delhom.
- Senyor d'Armanyach: Enric Giménez.
- Jan Talaia: Vicent Daroqui.
- Marquès de Tirnova: Joaquim Vinyas.
- Filibert: Domènec Aymerich.[3]
- Comte de Mura: Ferran Capdevila.
- Marquès d'Orís: Jaume Capdevila.
- Cavaller d'Aymerich: Modest Santolària.
- Duc de Brunsberdech: Joaquim Fernández.
- Vescomte de Grill: Francesc Ferrándiz.
- Comte de la Torrexica: Josep Vives.
- Guillem: Miquel Ortín.
- Frits: Miquel Sirvent.
- Toast: Jaume Martí.
- Tornamira: Hermenegild Goula.
- Aldret: Baldiri Gibert.
- Malfuró: Jaume Donato.
- Alcalde de la ciutat: Josep Mas.
- Notari major del Regne: Josep Mas.
- Dona del poble: Maria Guitart.
- Altra dona del poble: Matilde Pujol.
- Dama de la noblesa: Empar Ferràndiz.
- Home del poble: Salvador Cervera.